# ヴェロニカ・ヴィテンベルク
ヴェロニカ・ヴィテンベルク（英語: Veronika Vitenberg、ロシア語: Вероника Витенберг、ヘブライ語: ורוניקה ויטנברג、1988年9月9日 - ）は、イスラエルの新体操選手。同国新体操チームの一員として2008年の北京オリンピック団体戦で6位入賞したことにより、注目を集めはじめている。

## 略歴
彼女の生まれ持った柔軟性に着目した学校の先生の勧めで、6歳のときベラルーシのグロドナで新体操を始めた。その後、13歳のときにイスラエルに移民。2008年に発表されたランキングで「イスラエルで4番目に優れた女子新体操選手」とされた。
2007年から2010年にかけてイスラエル国防軍に従軍したが「特に優れたアスリート」とされたため、その間もトレーニングを続けることができた。Nitzanim基地で新兵訓練を受け、テルアビブのHaKiryaで従軍した。
2009年からは経営管理学の学士号取得のため、ヘルズリヤにあるIDC Herzliya大学に通いはじめた。

## 成績
- 2004年 イスラエル選手権（個人）2位
- 2006年 ヨーロッパ選手権（ロシア）団体 6位
- 2007年 ヨーロッパ選手権（イタリア）団体 4位
- 2007年 世界選手権（ギリシャ）団体 6位
- 2008年 北京オリンピック 団体 6位
- 2009年 世界選手権（日本、三重県）団体 5位